# Concistori di papa Innocenzo XI

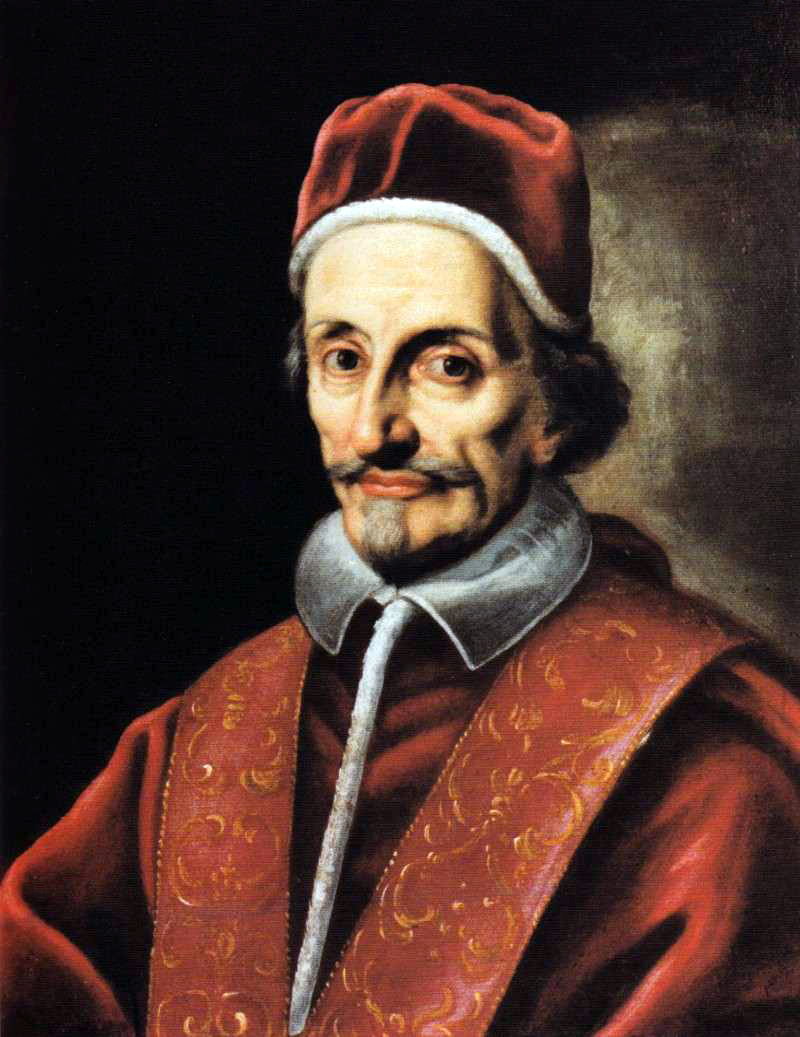
Papa Innocenzo XI

Questa voce raccoglie l'elenco completo dei concistori per la creazione di nuovi cardinali presieduti da papa Innocenzo XI, con l'indicazione di tutti i cardinali creati. In due concistori, Innocenzo XI ha creato 43 cardinali, provenienti da otto nazioni: 32 italiani, 2 spagnoli, 2 polacchi, 2 austriaci, 1 francese, 1 ungherese, 1 belga, 1 tedesco e 1 portoghese. I nomi sono posti in ordine di creazione.

## 1º settembre 1681 (I)
Il 1º settembre 1681, durante il suo primo concistoro, papa Innocenzo XI creò 16 nuovi cardinali, tutti provenienti dalla penisola italiana:
- Giambattista Spinola, senior, arcivescovo emerito di Genova; creato cardinale presbitero di Santa Cecilia; deceduto il 4 gennaio 1704.
- Antonio Pignatelli del Rastrello, arcivescovo-vescovo di Lecce; creato cardinale presbitero di San Pancrazio fuori le mura; poi eletto papa con il nome di Innocenzo XIII il 12 luglio 1691; deceduto il 27 settembre 1700.
- Stefano Brancaccio, arcivescovo-vescovo di Viterbo e Tuscania; creato cardinale presbitero di Santa Maria della Pace; deceduto l'8 settembre 1682.
- Stefano Agostini, arcivescovo titolare di Eraclea di Europa, datario apostolico; creato cardinale presbitero di San Giovanni a Porta Latina; deceduto il 21 marzo 1683.
- Francesco Bonvisi, arcivescovo titolare di Tessalonica, nunzio apostolico in Austria; creato cardinale presbitero di Santo Stefano al monte Celio; (titolo ricevuto nel novembre 1689) deceduto il 25 agosto 1700.
- Savio Mellini, arcivescovo titolare di Cesarea di Cappadocia, nunzio apostolico in Spagna; creato cardinale presbitero di Santa Maria del Popolo; (titolo ricevuto nell'agosto 1686) deceduto il 10 febbraio 1701.
- Federico Visconti, arcivescovo di Milano; creato cardinale presbitero dei Santi Bonifacio e Alessio; deceduto il 7 gennaio 1693.
- Marco Gallio, vescovo di Rimini, vice-gerente emerito della Diocesi di Roma; creato cardinale presbitero di San Pietro in Montorio; deceduto il 24 luglio 1683.
- Flaminio Taja, uditore dei Tribunali della Segnatura Apostolica; creato cardinale presbitero dei Santi Nereo e Achilleo; deceduto il 5 ottobre 1682.
- Raimondo (Camillo) Capizucchi, O.P., maestro del Sacro Palazzo Apostolico; creato cardinale presbitero di Santo Stefano al Monte Celio; deceduto il 22 aprile 1691.
- Giovanni Battista De Luca, referendario dei Tribunali della Segnatura Apostolica; creato cardinale presbitero di San Girolamo dei Croati; deceduto il 5 febbraio 1683.
- Lorenzo Brancati di Lauria, O.F.M. Conv., bibliotecario di Santa Romana Chiesa; creato cardinale presbitero di Sant'Agostino; deceduto il 30 novembre 1693.
- Urbano Sacchetti, uditore della Camera Apostolica; creato cardinale diacono di San Nicola in Carcere; deceduto il 6 aprile 1705.
- Gianfrancesco Ginetti, tesoriere generale della Camera Apostolica; creato cardinale diacono di Santa Maria della Scala; deceduto il 18 settembre 1691.
- Benedetto Pamphilj, O.S.Io.Hieros., pronipote di papa Innocenzo X, gran priore del suo Ordine a Roma; cardinale diacono di Santa Maria in Portico Campitelli; deceduto il 22 marzo 1730.
- Michelangelo Ricci, segretario della S.C. per le indulgenze e le sacre reliquie; creato cardinale diacono di Santa Maria in Aquiro; deceduto il 12 maggio 1682.

## 2 settembre 1686 (II)
Il 2 settembre 1686, papa Innocenzo XI creò 27 nuovi cardinali:
- Giacomo de Angelis, arcivescovo emerito di Urbino, vice-gerente della Diocesi di Roma; creato cardinale presbitero di Santa Maria in Ara Coeli; deceduto il 15 settembre 1695.
- Opizio Pallavicini, arcivescovo titolare di Efeso, nunzio apostolico in Polonia; creato cardinale presbitero dei Santi Silvestro e Martino ai Monti; (titolo ricevuto nel novembre 1689) deceduto l'11 febbraio 1700.
- Angelo Maria Ranuzzi, arcivescovo-vescovo di Fano, nunzio apostolico in Francia; creato cardinale presbitero (deceduto il 27 settembre 1689, prima di poter ricevere il titolo a Roma)
- Maximilian Gandolph von Künburg, principe-arcivescovo di Salisburgo; creato cardinale presbitero (deceduto il 3 maggio 1687, senza essersi recato a Roma per ricevere il titolo)
- Veríssimo de Lencastre, arcivescovo emerito di Braga; creato cardinale presbitero (deceduto il 12 dicembre 1692, senza essersi recato a Roma per ricevere il titolo)
- Marcello Durazzo, arcivescovo titolare di Calcedonia, nunzio apostolico in Spagna; cardinale presbitero di Santa Prisca; (titolo ricevuto nel novembre 1689) deceduto il 27 aprile 1710.
- Orazio Mattei, arcivescovo titolare di Damasco, prefetto del Palazzo Apostolico; creato cardinale presbitero di San Lorenzo in Panisperna; deceduto il 18 gennaio 1688.
- Marcantonio Barbarigo, arcivescovo di Corfù; creato cardinale presbitero di Santa Susanna; deceduto il 26 maggio 1706.
- Carlo Stefano Anastasio Ciceri, vescovo di Como; creato cardinale presbitero di Sant'Agostino; deceduto il 24 giugno 1694.
- Leopold Karl von Kollonitsch Lipòt, O.S.Io.Hieros., vescovo di Wiener Neustadt; creato cardinale presbitero di San Girolamo dei Croati; deceduto il 20 gennaio 1707.
- Étienne Le Camus, vescovo di Grenoble; creato cardinale presbitero di Santa Maria degli Angeli; deceduto il 12 settembre 1707.
- Johannes von Goes, principe-vescovo di Gurk; creato cardinale presbitero di San Pietro in Montorio; deceduto il 19 ottobre 1696.
- Augustyn Michał Stefan Radziejowski, principe-vescovo di Varmia; cardinale presbitero di Santa Maria della Pace; (titolo ricevuto nel novembre 1689) deceduto l'11 ottobre 1705.
- Pier Matteo Petrucci, C.O., vescovo di Jesi; creato cardinale presbitero di San Marcello; (titolo ricevuto nel giugno 1687) deceduto il 5 luglio 1701.
- Pedro de Salazar Gutiérrez de Toledo, O. de M., vescovo di Salamanca; creato cardinale presbitero di Santa Croce in Gerusalemme; (titolo ricevuto nel novembre 1689) deceduto il 15 agosto 1706.
- Wilhelm Egon von Fürstenberg, principe-vescovo di Strasburgo; creato cardinale presbitero di Sant'Onofrio; (titolo ricevuto nel novembre 1689) deceduto il 10 aprile 1704.
- Jan Kazimierz Denhoff, precettore dell'Ospedale di Santo Spirito in Sassia; creato cardinale presbitero di San Giovanni a Porta Latina; deceduto il 20 giugno 1697.
- José Sáenz de Aguirre, O.S.B., teologo presso l'Università di Salamanca, segretario del Sant'Uffizio; creato cardinale presbitero di Santa Balbina; deceduto il 19 agosto 1699.
- Leandro Colloredo, C.O., consultore della S.C. dell'Indice; creato cardinale presbitero di San Pietro in Montorio; deceduto l'11 gennaio 1709.
- Fortunato Ilario Carafa della Spina, vicario generale di Messina; creato cardinale presbitero dei Santi Giovanni e Paolo; deceduto il 16 gennaio 1697.
- Domenico Maria Corsi, uditore della Camera Apostolica, presidente della S.C. dell'Annona; creato cardinale diacono di Sant'Eustachio; deceduto il 6 novembre 1697.
- Giovanni Francesco Negroni, tesoriere generale della Camera Apostolica; creato cardinale diacono di San Cesareo in Palatio; deceduto il 1º gennaio 1713.
- Fulvio Astalli, pronipote di papa Innocenzo X, chierico della Camera Apostolica; creato cardinale diacono di San Giorgio in Velabro; deceduto il 14 gennaio 1721.
- Gasparo Cavalieri, chierico della Camera Apostolica; creato cardinale diacono di Santa Maria in Aquiro; deceduto il 17 agosto 1690.
- Johannes Walter Sluse, segretario per i brevi ai principi; creato cardinale diacono di Santa Maria della Scala; deceduto il 16 luglio 1687.
- Francesco Maria de' Medici, fratello di Cosimo III, granduca di Toscana; governatore di Siena; creato cardinale diacono di Santa Maria in Domnica; (rinuncia al cardinalato nel giugno 1709, per motivi matrimoniali); deceduto il 3 febbraio 1711.
- Rinaldo d'Este, junior, zio di Francesco II, duca di Modena e Reggio; creato cardinale diacono di Santa Maria della Scala; (rinuncia al cardinalato nel marzo 1695, per poter divenire duca di Modena e Reggio); deceduto il 26 ottobre 1737.

## Fonti
- (EN) Salvador Miranda, Innocent XI, su fiu.edu – The Cardinals of the Holy Roman Church, Florida International University.